# Mike Kjølø
Mike Kjølø (* 27. Oktober 1971 in Oslo) ist ein ehemaliger norwegischer Fußballspieler. Der Abwehrspieler kam 2000 zu einem Einsatz in der norwegischen Nationalelf.

## Karriere
Kjølø begann 1977 mit dem Fußballspielen bei Romsås IL. Nach zehn Jahren wechselte er 1987 als Nachwuchsspieler zu Strømmen IF. 1988 gelang dem Klub der Aufstieg in die 1. Divisjon, die höchste Spielklasse seines Heimatlandes. Nach dem direkten Wiederabstieg spielte Kjølø bis Ende der Spielzeit 1990 für den Klub in der zweiten Liga.
1991 wechselte Kjølø zum Ligarivalen Skeid Oslo. Mit seinem neuen Arbeitgeber gelang 1995 die Rückkehr ins norwegische Oberhaus. Hier spielte er zwei Spielzeiten, ehe er vor Beginn der Spielzeit 1998 von Trainer Stuart Baxter zum AIK nach Schweden gelockt wurde. Dort konnte er sich als Stammkraft in der Abwehr etablieren und gewann in seinem ersten Jahr den schwedischen Meistertitel. Im folgenden Jahr überstand er mit der Mannschaft die Qualifikation zur Champions League und traf mit AIK auf den FC Barcelona, den FC Arsenal und AC Florenz. Zwar gelang nur ein Punktgewinn, der das direkte Ausscheiden nach der Gruppenphase bedeutete, das Jahr wurde jedoch zusätzlich durch den Gewinn des Svenska Cupen gekrönt.
Trotz der Erfolge kehrte Kjølø 2000 nach Norwegen zurück und unterschrieb einen Vertrag bei Stabæk Fotball. Vor Beginn der Spielzeit kam er zu seinem Debüt in der norwegischen Landesauswahl, als diese am 4. Februar während eines Spanienaufenthaltes in La Manga del Mar Menor vor 600 Zuschauern auf die schwedische Landesauswahl traf. Das 1:1-Unentschieden durch Tore von John Carew und Anders Andersson blieb letztlich das einzige Spiel Kjøløs im Nationaltrikot.
2004 stieg Kjølø mit Stabæk Fotball als Tabellenvorletzter aus der Tippeligaen ab, blieb dem Klub aber in der Adeccoligaen treu und schaffte mit der Mannschaft den direkten Wiederaufstieg. In der Spielzeit 2008 gewann er mit dem Klub den norwegischen Meistertitel, sein auslaufender Vertrag wurde jedoch nach Saisonende nicht verlängert und er beendete seine aktive Karriere.